# 김해부산 요금소

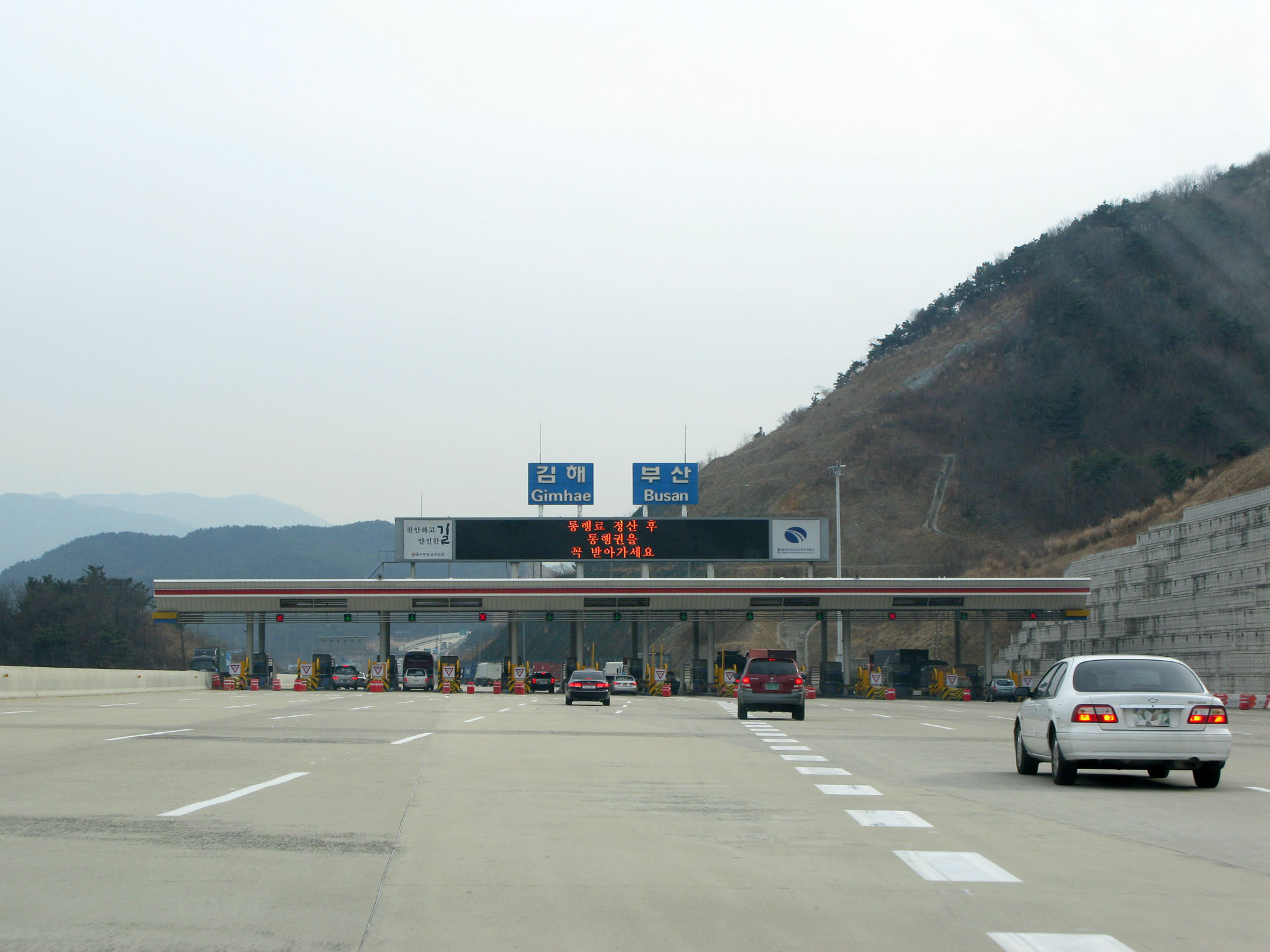
폐쇄되기 전의 김해부산 요금소

김해부산 요금소(Gimhae-Busan TG)는 경상남도 김해시 대동면 덕산리에 위치했던 중앙고속도로 본선 상의 요금소이다. 대동 분기점에서 북쪽으로 약 2.7km 떨어진 위치에 있었다.
2006년 1월 25일 중앙고속도로 대동 ~ 동대구 민자 구간이 개통되면서 영업을 개시했다. 부산방면(하행) 차로에만 요금소가 설치되어 있었으며, 관리는 신대구부산고속도로 김해부산영업소에서 했었다.
2016년 11월 11일 중앙고속도로 대동 분기점 ~ 동대구 분기점 구간을 포함한 민자고속도로 8개 노선상에 원톨링 시스템이 적용되어 요금소가 불필요해짐에 따라 철거되었다.
현재 철거된 김해부산 요금소 부지는 졸음쉼터로 사용 중이다.

## 연혁
- 2005년 12월 23일 : 요금소 명칭을 김해부산 요금소로 확정
- 2006년 1월 25일 : 중앙고속도로 부산 ~ 대구 민자구간 개통과 함께 영업 개시[1]
- 2016년 11월 11일 : 원톨링 시스템 도입으로 요금소 폐쇄

## 요금소 명칭
중앙고속도로 대동 ~ 동대구 민자구간 건설 당시 신대구부산고속도로 주식회사와 김해시 간에 이 요금소의 명칭 결정에 대한 논쟁이 있었다. 신대구부산고속도로 주식회사 측에서는 2005년 4월에 김해시와 이 요금소 명칭을 협의해 오면서 새부산 요금소, 부산김해 요금소, 김해부산 요금소 등을 제시했으나, 업체 고위층에서 이용 극대화에 따른 이윤창출을 위해 새부산 요금소 명칭 사용을 주장하였으며, 김해시 측에서는 민자고속도로 구간에 부산 지역은 조금도 지나지 않으며 김해시 지역 내에 동김해 요금소, 서김해 요금소, 진례진영 요금소, 장유 요금소, 대동 요금소 등과 같이 각 요금소들이 위치한 지역명을 사용하고 있기 때문에 김해 요금소로 해야한다고 주장하면서 서로 의견 차이를 좁히지 못했다.
이후 12월 23일 신대구부산고속도로 주식회사와 김해시청이 8개월 간의 오랜 협의 끝에 대구에서 도착지가 부산보다 김해가 빠르므로 김해를 먼저 표기하는 것으로 최종 합의하면서 김해부산 요금소로 확정되었다.

## 교통량 정보
부산방향 차량만 집계한 자료이다.
| 요금소            | 통행량 (대/일) | 통행량 (대/일) | 통행량 (대/일) | 통행량 (대/일) | 통행량 (대/일) | 통행량 (대/일) | 통행량 (대/일) | 통행량 (대/일) | 통행량 (대/일) | 통행량 (대/일) | 각주  |
| 요금소            | 2001년         | 2002년         | 2003년         | 2004년         | 2005년         | 2006년         | 2007년         | 2008년         | 2009년         | 2010년         | 각주  |
| ----------------- | -------------- | -------------- | -------------- | -------------- | -------------- | -------------- | -------------- | -------------- | -------------- | -------------- | ----- |
| 김해부산 (폐쇄식) | 미개통         | 미개통         | 미개통         | 미개통         | 미개통         | 17,707         | 20,814         | 20,417         | 20,672         | 22,328         | [ 4 ] |
| 요금소            | 2011년         | 2012년         | 2013년         | 2014년         | 2015년         | 2016년         | 2017년         | 2018년         | 2019년         |                | [ 4 ] |
| 김해부산 (폐쇄식) | 23,535         | 23,701         | 24,856         | 25,626         | 10,601         | 11,009         | 12,188         | 7,028          | 6,467          |                | [ 4 ] |